# Sarras (légende arthurienne)
 (signalé en juin 2025).
Si vous disposez d'ouvrages ou d'articles de référence ou si vous connaissez des sites web de qualité traitant du thème abordé ici, merci de compléter l'article en donnant les références utiles à sa vérifiabilité et en les liant à la section « Notes et références ».
- Archive Wikiwix
- Bing
- Cairn
- DuckDuckGo
- E. Universalis
- Gallica
- Google
- G. Books
- G. News
- G. Scholar
- Persée
- Qwant
- (zh) Baidu
- (ru) Yandex
- (wd) trouver des œuvres sur Wikidata

Ne doit pas être confondu avec Sarras.
Sarras est une ville de la légende arthurienne. Dans La Queste del Saint Graal (XIIe siècle), c'est là que se déroule la liturgie du Graal. Cette histoire est relatée également dans Le Morte d'Arthur de Thomas Malory (XVe siècle).
Selon ces textes, Sarras est une ville de Palestine proche de Jérusalem. C'est là que s'est rendu Joseph d'Arimathie après la Passion du Christ, où il fut accueilli par le roi Evalac. Tous deux se rendirent au royaume de Logres, emportant avec eux le saint-Graal.
Après de multiples épreuves, le chevalier Galaad, accompagné de  Bohort et Perceval, se rend dans la cité où il rapporte le calice. Ils y sont faits prisonniers par le roi Estorause. À la mort de celui-ci, Galaad règne sur Sarras durant une année, avant de monter au ciel.
Le nom de Sarras est sans doute formé à partir du mot sarrasin qui désignait au Moyen Âge les « infidèles ».
Dans le Cycle de Pendragon, Stephen Lawhead fait de Sarras une ville de l'Atlantide gouvernée par Avallac'h, le futur Roi Pêcheur.